# Arago Glacier
Arago Glacier är en glaciär i Antarktis. Den ligger i Västantarktis. Argentina, Chile och Storbritannien gör anspråk på området. Arago Glacier ligger 692 meter över havet.
Terrängen runt Arago Glacier är bergig österut, men västerut är den kuperad. Trakten är obefolkad. Det finns inga samhällen i närheten. 